# Pagameopsis
Pagameopsis là một chi thực vật có hoa trong họ Thiến thảo (Rubiaceae).

## Loài
Chi Pagameopsis gồm các loài: